# 西藏广播电台
西藏广播电台，又称“拉萨电台”，是西藏历史上第一座广播电台，由英国人罗伯特·福特为当时的西藏噶廈政府建立，具体开播及停播时间不详。

## 历史
1945年，美国政府赠送给噶廈政府三部成套的无线电台，每部電台功率為100瓦特。1947年，噶廈政府感到仅依靠自身力量无法迅速发展无线电技术，向印度方面寻求援助，但最终一无所获。于是噶廈政府邀请当时在英國駐拉薩使團馆担任无线电报务员的罗伯特·韦伯斯特·福特，请求他全权负责西藏的广播建设。据福特Wind Between The Worlds一书记载，因为西藏处于高海拔地区，氧气稀薄，只有特制的或经过改装的发动机才能适应高原气候。美国先前提供的发动机马力不足，无法使用，福特决定采购新的发动机。当这些机器运到拉萨时，只有一部发动机还是完好的，这台完好的机器就用来驱动新建的广播电台。
1949年，西藏广播电台正式开播。西藏广播电台自成立以来就一直是噶廈政府的官方媒體，“第二次驱汉事件”期间，西藏广播电台发布了大量宣扬西藏独立、排斥汉人的言论。同年12月，为应对即将发生的军事对峙，福特又被派往噶廈政府实际控制的西康省昌都地区，建立了第二座电台。其后那曲、阿里、亚东也建立了无线电台，与拉萨和昌都的电台组成了无线电通讯网。
該電台最初每天只有半小時的新聞廣播，新聞分別由Rimshi Rasa Gyagen用藏語，達賴喇嘛的姐夫達拉·平措扎西用漢語，Reginald Fox用英語廣播。1950年1月31日，該電台廣播反駁北京「西藏是中國一部分」的說法，表示從1912年驅逐清軍之後，西藏就一直是一個獨立的國家。
随着中国人民解放军进入西藏，噶厦政府的电台全部遭到没收，具体停播时间不详。由于发射功率小，且当时西藏拥有收音机者为数不多，故西藏广播电台在当时影响力有限。